# Pangani Forest Trail
Pangani Forest Trail est une attraction zoologique du parc Disney's Animal Kingdom. Cette attraction est le pendant africain de Maharajah Jungle Trek, dans la section asiatique du parc.
Le terme « Pangani » signifie « lieu d'émerveillement » en swahili.

## L'attraction
C'est un parcours pédestre en bordure de la savane. Il fait partie de la réserve naturelle fictive Harambe Wildlife Reserve, qui comprend aussi les Kilimanjaro Safaris. L'attraction avait pour nom Gorilla Falls Exploration Trail jusqu'en août 1998.
Ce parcours permet de voir de plus près certains des animaux du Kilimanjaro Safaris qui sont habitués à rester cachés. Le principe du parcours est de partir à la recherche des gorilles. Il est possible de voir en plus de la savane mitoyenne des hippopotames du Nil, des oiseaux dans une large volière et des poissons africains.
- Nom :
  - Gorilla Falls Exploration Trail (avril à août 1998)
  - Pangani Forest Trail depuis août 1998
- Situation : 28° 21′ 37″ N, 81° 35′ 32″ O

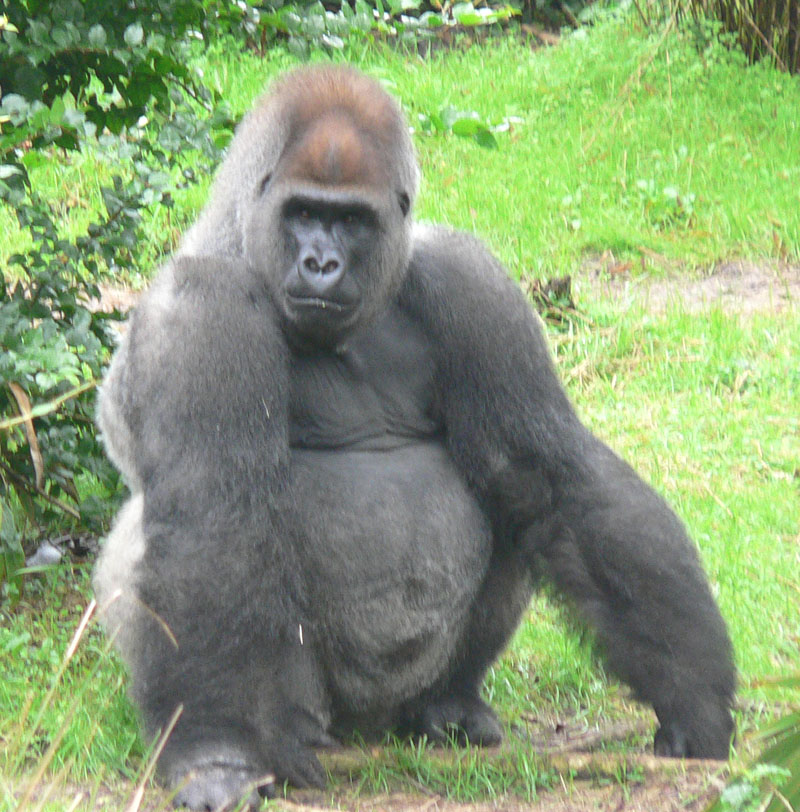
Un gorille dans la jungle du parc.
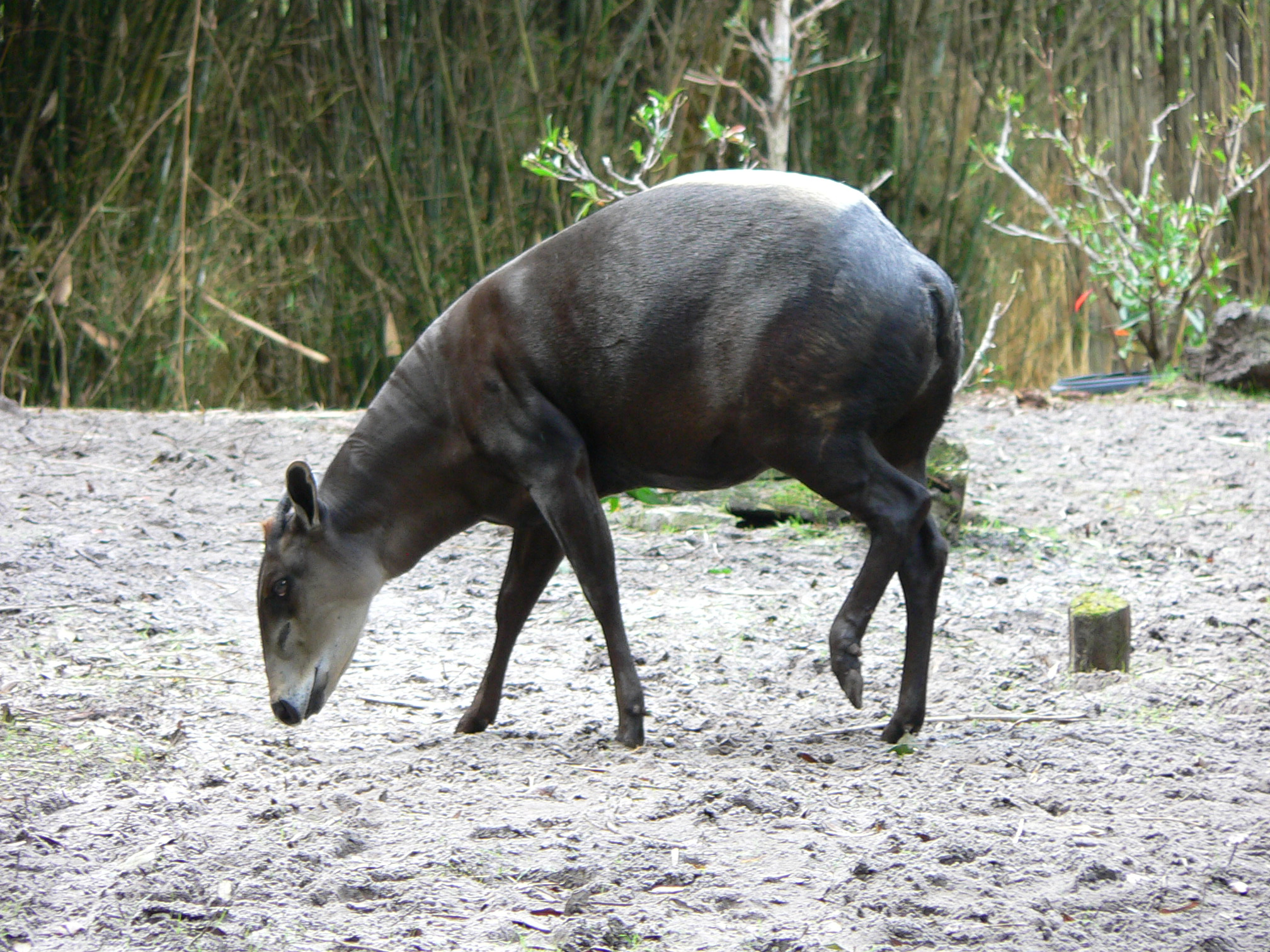
Céphalophe à dos jaune